# Maximilian Berlitz
Maximilian (Maximilien) Delphinius Berlitz (n. 14 aprilie 1852, Mühringen⁠(d), Baden-Württemberg, Germania – d. 6 aprilie 1921, New York City, New York, SUA) a fost un lingvist și fondator al Școlilor de limbi străine Berlitz, prima dintre care a fost înființată în 1878 la Providence, Rhode Island. 

## Viața și cariera
Născut sub numele de David Berlitzheimer într-o familie evreiască din Mühringen, Württemberg, Germania, el și sora lui au devenit în curând orfani și au crescut în familia unor pedagogi din Pădurea Neagră. Berlitz a lucrat o perioadă de trei ani ca ucenic al unui ceasornicar. S-a mutat mai târziu în Franța și apoi la Providence, Rhode Island, Statele Unite ale Americii în anul 1872. 
Primul său serviciu a fost ca profesor de franceză și germană la Colegiul Politehnic Warner, asumându-și conducerea școlii în 1878, atunci când proprietarul, domnul Warner, a dispărut cu banii de școlarizare plătiți în avans. Când Berlitz s-a îmbolnăvit și nu a mai putut să predea cursurile de limba franceză, el l-a angajat repede pe Nicholas Joly pentru a-l înlocui la cursuri. Deoarece a corespondat întotdeauna cu Joly în limba franceză, el nu și-a dat seama că Joly nu vorbea deloc limba engleză până când nu l-a angajat. Joly a predat cursul în întregime în limba franceză (fără traducere) folosind gesturi, arătând către obiecte și folosind tonul vocii și expresiile faciale pentru a transmite sensul unui cuvânt sau a unei expresii. Berlitz și-a reluat cursul șase săptămâni mai târziu și a fost surprins să constate că studenții lui, care nu vorbeau deloc sau vorbeau puțin limba franceză, înainte ca Joly să înceapă să predea, conversau acum semifluent în limba franceză. Gramatica și pronunția lor erau, de asemenea, foarte bune. Berlitz a folosit această experiență pentru a dezvolta metoda Berlitz, prin care limba care urmează a fi învățată este vorbită încă de la prima oră de curs. Studenții se bazează mai degrabă pe aceleași tehnici folosite de Joly decât pe traducere pentru a înțelege sensul și a învăța gramatica și lexicul limbii.
Ca urmare a succesului obținut, Berlitz a deschis o a doua școală de limbi străine la Boston în anul 1880, urmată de altele la New York și Washington, D. C. El a înființat școli pe întreg teritoriul SUA și în multe țări din străinătate. Între anii 1880 și 1900 a început să scrie cărți referitoare la ideile sale didactice, dezvoltând o metodă sistematică, pe care a prezentat apoi în 1900 la Expoziția Universală de la Paris. La sfârșitul secolului al XIX-lea, el a început să călătorească mult, învățându-l, printre altele, pe împăratul german Wilhelm al II-lea să vorbească limba engleză. Faima lui Berlitz a continuat să se răspândească, aducându-i medalii de onoare din partea regelui Spaniei, a guvernului Franței și a organizatorilor mai multor expoziții internaționale. El a rămas activ până când a murit, la vârsta de 68 de ani, în New York. A fost îngropat în Cimitirul Woodlawn din Bronx, New York.
Metoda Berlitz de învățare a limbilor străine este încă folosită. Multe cărți care au fost publicate inițial în primul deceniu al anilor 1900 sunt încă tipărite. Există, de asemenea, multe școli care continuă să folosească metodele lui de predare a limbilor străine.
Lingvistul și scriitorul Charles Berlitz, nepotul său, a fost, pentru un timp, director general al Berlitz International.

## Legături externe
- Lucrări de Maximilian Berlitz la LibriVox (cărți audio aflate în domeniul public)